# Mirandilla, Jalisco
Mirandilla är en ort i Mexiko.   Den ligger i kommunen Mascota och delstaten Jalisco, i den centrala delen av landet, 600 km väster om huvudstaden Mexico City. Mirandilla ligger 1 443 meter över havet och antalet invånare är 162.
Terrängen runt Mirandilla är huvudsakligen kuperad, men åt sydost är den bergig. Mirandilla ligger nere i en dal. Runt Mirandilla är det glesbefolkat, med 8 invånare per kvadratkilometer. Närmaste större samhälle är Talpa de Allende, 13,1 km väster om Mirandilla. I omgivningarna runt Mirandilla växer huvudsakligen savannskog.